# Arcade (Georgia)
Arcade is een plaats (city) in de Amerikaanse staat Georgia, en valt bestuurlijk gezien onder Jackson County.

## Demografie
Bij de volkstelling in 2000 werd het aantal inwoners vastgesteld op 1643.
In 2006 is het aantal inwoners door het United States Census Bureau geschat op 1902, een stijging van 259 (15,8%).

## Geografie
Volgens het United States Census Bureau beslaat de plaats een oppervlakte van
16,8 km², waarvan 16,7 km² land en 0,1 km² water.

## Plaatsen in de nabije omgeving
De onderstaande figuur toont nabijgelegen plaatsen in een straal van 20 km rond Arcade.